# Assia (nouvelle)
Pour les articles homonymes, voir Assia.
Assia est une nouvelle d'Ivan Tourgueniev en 1858 (Ася). 
Cette nouvelle est le récit d'un amour naissant entre un jeune homme et une jeune fille nommée Assia, éprise de liberté, s'enfuyant sans arrêt, comme pour se réfugier dans la nature créatrice.  Le jeune homme ne sachant comment répondre à cet amour, la relation échoue. C'est un thème récurrent chez Tourgueniev: celui d'un amour manqué par immaturité de l'homme. La nouvelle présente de très beaux passages de poésie en prose, évoquant notamment le rapport  entre la liberté et la nature, accueillante sans réserve.

## Résumé
Dans la petite ville d'eau de Z., en Allemagne, séjourne Assia, une jeune fille - presque une enfant - au caractère ambigu marquant une affection singulière pour la solitude, le refuge dans la nature. Frau Louise, une vieille dame allemande chez qui Assia va souvent se réfugier, discute avec elle et tente de savoir pourquoi elle cherche à s'enfuir du monde moral qui l'oppresse.  Frau Louise incarne la vieille personne protectrice, la seule à comprendre la personnalité d'Assia. C'est chez Frau Louise qu'a lieu le premier rendez-vous entre Assia et le narrateur, un jeune homme russe en villégiature en Allemagne. Assia évite tout d'abord le narrateur, puis commence à s'habituer à sa présence. Elle s'enfuit de moins en moins et converse même avec lui, jeune homme plus rationnel qui aborde des sujets banals, voire prévisibles : le dessin, la philosophie... Assia décrit leur échange comme une confrontation entre le prévisible et l'imprévisible. Sa nouvelle attitude révèle subitement un amour si intense pour le narrateur, que celui-ci ne sait comment réagir. Finalement, Assia fuit à l'étranger, laissant le jeune homme en proie à ses regrets. 

## Particularité de la nouvelle
La nouvelle analyse finement la naissance de sentiments amoureux. Ceux-ci sont vite déçus du fait de l'immaturité de l'homme, laissant la femme déçue et l'homme en proie à ses regrets. Ce thème, concomitant avec celui de la femme délaissée (L'infortunée, Premier amour) est récurrent chez Tourgueniev. La nature offre un décor complice à cette histoire et est l'occasion de très beaux passages de poésie en prose.

## Édition française
- Asya  (trad. Édith Scherrer), t. II, Gallimard, coll. « Bibliothèque de la Pléiade », 1982, 50 p. (ISBN 978-2-07-011022-3)